# Långnäbbad klippsmyg
Långnäbbad klippsmyg (Dendroscansor decurvirostris) är en förhistorisk utdöd fågel i familjen klippsmygar inom ordningen tättingar som tidigare förekom i Nya Zeeland. Fågeln är en av mycket få tättingar man känner till som inte kunde flyga.

## Förekomst
Långnäbbad klippsmyg förekom endast på västra delen av Sydön och är känd från subfossila lämningar funna på fyra platser i Northwest Nelson och Southland. The holotype was collected in 1986 from Moonsilver Cave, on Barrans Flat, near Takaka. Bland fossila fynd av klippsmygar är den minst vanlig och var därför antagligen även den minst vanliga arten när den fortfarande levde. Den tros ha bebott höglänta buskmarker på samma sätt som nu levande bergklippsmygen och möjligen också bergsskogar av Nothofagus.

## Utseende
Fågeln var mycket liten, med kraftiga ben och korta vingar. Dess tillbakabildade bröstben antyder att den hade svaga vingmuskler och var därför troligen flygoförmögen, liksom den likaledes utdöda lyallklippsmygen.  Till skillnad från övriga arter i familjen var näbben long och böjd.

## Utdöende
Den långnäbbade klippsmygen dog ut innan européerna anlände till Nya Zeeland. Den tillhörde den första våg av arter som försvann när polynesisk råtta kom till öarna med de första polynesierna. Liksom många andra nyzeeländska fågelarter hade den långnäbbade klippsmygen få försvarsmekanismer mot nya predatorer som råttan.